# Steven Hughes
Steven "Stevie" Hughes Sr. (... – Middleton, 23 settembre 1966) è stato un mafioso statunitense.
Insieme al fratello Connie fu membro della banda criminale Charlestown Mob, molto temuta nella Boston degli anni sessanta. Inoltre era considerato uno degli uomini più fidati dei Fratelli McLaughlin. Insieme all'amico Sammy Lindenbaum, nel 1966, mentre stava viaggiando in macchina attraverso il Massachusetts, fu assassinato dai boss avversari James Bulger e Stephen Flemmi, che li attendevano in un agguato. Il figlio di Hughes, Steven Hughes Jr., fu intenzionato a vendicare il padre. Nel gennaio 1980, dopo la sua scarcerazione, cadde in un agguato tesogli da Bulger e da Flemmi, che lo uccisero di fronte ad un negozio di alimentari.